# Teenage Emotions
Teenage Emotions è il primo album in studio del rapper statunitense Lil Yachty, pubblicato il 26 maggio 2017 dalle etichette Capitol Records, Motown e Quality Control Music.
L'album, preceduto dai singoli Harley, Peek a Boo, Bring It Back e X Men, ha ricevuto recensioni miste dalla critica specializzata, debuttando alla posizione numero 5 della Billboard 200.

## Tracce
1. Like a Star – 3:43
2. DN Freestyle – 2:10
3. Peek a Boo (featuring Migos) – 4:06
4. Dirty Mouth – 2:47
5. Harley – 2:48
6. All Around Me (featuring YG & Kamaiyah) – 3:31
7. Say My Name – 3:06
8. All You Had to Say – 3:39
9. Better (featuring Stefflon Don) – 4:02
10. Forever Young (featuring Diplo) – 2:57
11. Lady in Yellow – 3:38
12. Moments in Time – 2:57
13. Otha Shit (Interlude) – 0:50
14. X Men (featuring Evander Griiim) – 2:44
15. Bring It Back – 4:52
16. Running With a Ghost (featuring Grace) – 3:51
17. FYI (Know Now) – 2:45
18. Priorities – 3:30
19. No More – 3:12
20. Made of Glass – 3:58
21. Momma (Outro) (featuring Sonyae Elise) – 4:06